# Calchaenesthes oblongomaculata
Calchaenesthes oblongomaculata is een keversoort uit de familie boktorren (Cerambycidae). De wetenschappelijke naam van de soort is voor het eerst geldig gepubliceerd in 1863 door Kraatz.